# Monteagudo del Castillo
Monteagudo del Castillo – gmina w Hiszpanii, w prowincji Teruel, w Aragonii, o powierzchni 44,36 km². W 2011 roku gmina liczyła 67 mieszkańców.